# ТЕС Йвама
16°54′0″ пн. ш. 96°5′20″ сх. д. / 16.90000° пн. ш. 96.08889° сх. д.
ТЕС Йвама – теплова електростанція в головному економічному центрі М’янми місті Янгоні.
В 1980 році на майданчику станції ввели в дію дві встановлені на роботу у відкритому циклі газові турбіни John Brown потужністю по 18,5 МВт. 
У 2004-му ТЕС доповнили ще однією газовою турбіною від Hitachi з показником у 23,5 МВт. Вона живила котел-утилізатор, проте не з метою створення комбінованого циклу, а задля виробництва теплової енергії.
В 2014-му об’єкт доповнили ще двома газовим турбінами виробництва Mitsubishi потужністю по 120 МВт, що працюють у відкритому циклі. Вони були подаровані М’янмі урядом Таїланду та раніше працювали на ТЕС Нонгчок та ТЕС Лан-Крабу.
У другій половині 2010-х оголосили про проект будівництва енергоефективного блоку комбінованого парогазового циклу потужністю 300 МВт, що дозволило б вивести з експлуатації перші три турбіни (при цьому турбіну від Hitachi планувалось перемістити на інший майданчик). Втім, реалізація цього проекту залежить від наявності фінансових ресурсів.
Як паливо станція наразі використовує природний газ. Вперше його подали до Янгону у 1985 році по трубопроводу Паягон – Йвама. В подальшому розпочались поставки через А'пяук – Янгон та Н'яунгдонг – Янгон, а в 21 столітті до столиці надійшов ресурс з офшорних родовищ по газопроводах Канбаук – Янгон та Ядана – Янгон.
Можливо відзначити, що державна електростанція Йвама розташована біч-о-біч з майданчиком, на якому з 2014 року працює приватна ТЕС Йвама від компанії UPP потужністю 52 МВт.